# Proa
Proa is een geslacht van plantenetende ornithischische dinosauriërs, behorend tot de groep van de Euornithopoda, dat tijdens het vroege Krijt leefde in het gebied van het huidige Spanje. De enige benoemde soort is Proa valdearinnoensis.

## Vondst en naamgeving
In het begin van de eenentwintigste eeuw werden bij Ariño fragmentarische resten van basale Iguanodontia opgegraven en in 2005 kort gemeld door José Ignacio Canudo e.a. In 2010 en 2011 werden in dezelfde lagen in de Mina Santa Mariá-vindplaats, in groeve AR-1, een bruinkoolmijn, door de Fundación Conjunto Paleontológico de Teruel-Dinópolis veel uitgebreidere vondsten gedaan van in totaal 348 beenderen die minstens zes individuen vertegenwoordigden. Het bleek te gaan om een nog onbekende soort.
In 2012 werd de typesoort Proa valdearinnoensis benoemd en beschreven door Andrew McDonald, Eduardo Espílez, Luis Mampel, James Kirkland en Luis Alcalá. De geslachtsnaam bestaat uit het Spaanse woord proa dat "boeg" betekent en een verwijzing is naar de boegvormige punt van de onderkaak. De soortaanduiding verwijst naar de Val de Ariño, de vallei waar de vondsten gedaan zijn.
De fossielen zijn opgegraven in een laag van de Escuchaformatie die dateert uit het vroege Albien, ongeveer 110 miljoen jaar oud. Het holotype, MAP AR-1/19, bestaat uit een redelijk complete, maar niet in verband gevonden, schedel met onderkaken. Bewaard gebleven zijn de snuit, het schedeldak met hersenpan, de quadrata, het predentarium, beide dentaria, het rechtersurangulare en een losse tand. Ook botten uit het postcraniaal skelet behoren tot het holotype maar waren in 2012 nog niet geprepareerd. Het paratype is specimen AR-1/48, bestaande uit losse botten van een schedel, beide dentaria en zes losse tanden. 
Uitgebreide elementen uit de postcrania, de delen achter de schedel, zijn aan de soort toegewezen. Deze omvatten de specimina AR-1/57: een schedel met dentaria, AR-1/58: een gedeeltelijk skelet en AR-1/70: een tweede gedeeltelijk skelet. Veel van dit materiaal was in 2012 nog in preparatie.
In 2021 werd een afgietsel van de hersenpan beschreven.

## Beschrijving

### Grootte en onderscheidende kenmerken
Proa heeft een lichaamslengte van zevenenhalf à acht meter. 
De beschrijvers hebben één autapomorfie, unieke afgeleide eigenschap, vastgesteld: het predentarium, het enkelvoudige bot dat op de voorkant van beide onderkaken groeit, loopt naar voren uit in een punt terwijl de zijdelingse uitsteeksels ervan naar buiten uiteenlopen.
Daarnaast is er een unieke combinatie van op zich niet unieke kenmerken. De bovenrand van de tandrij van de onderkaak is bol in zijaanzicht. De tandrij van de onderkaak loopt door tot achter het coronoïde uitsteeksel. Er bevindt zich een beenplateau tussen de tandrij van de onderkaak en het coronoïde uitsteeksel. Het coronoïde uitsteeksel is aan de voorrand en achterrand verbreed. De bovenkaak mist de bovenste voorste tak. Het quadratum is recht in zijaanzicht. Het darmbeen heeft een bolle bovenrand, geen afhangende antitrochanter en een achterblad dat taps toeloopt zonder knik in de bovenrand. Het voorste deel van de processus praepubicus heeft een holle boventand maar mist een verbreding aan het voorste uiteinde.
De bolle tandrij wordt alleen gedeeld met Owenodon hoggii en zou volgens David Bruce Norman bij die laatste het gevolg zijn van compressie van het fossiel. Klopt dat dan is het kenmerk een tweede autapomorfie van Proa.

### Skelet

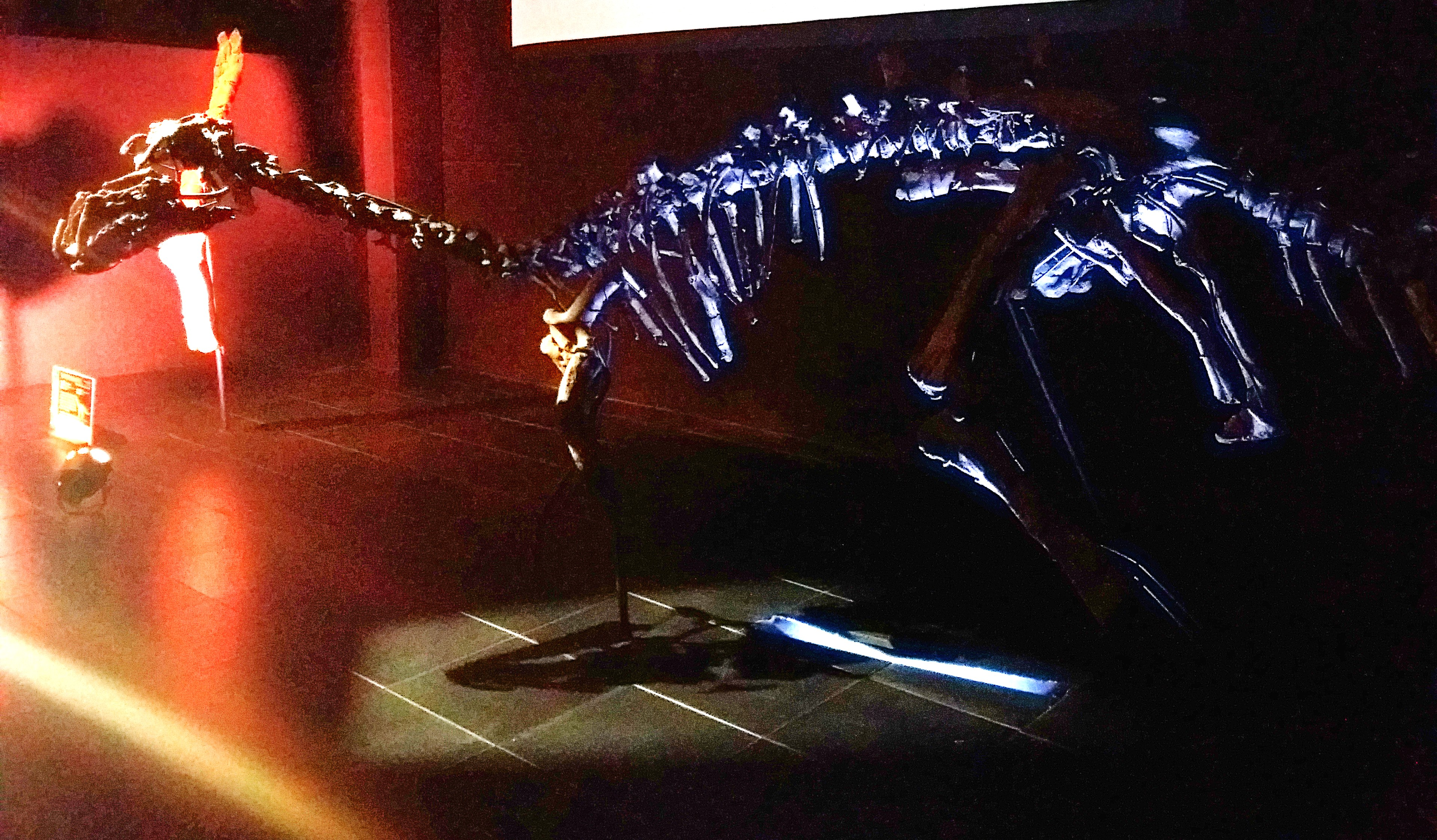
Een skeletopstelling

De snuit is sterk afhangend met een groot langwerpig neusgat. In de snuit draagt iedere praemaxilla twee schijntanden met een cirkelvormige uitsparing ertussen. De snuit is in bovenaanzicht U-vormig maar niet extreem afgerond. De onderste zijtak van de praemaxilla is extreem robuust en wordt naar achteren verticaal breder. De opgaande tak van het bovenkaaksbeen is horizontaal breed met een afgeronde top. Op het achterste schedeldak worden de squamosa slechts door dunne uitlopers van de wandbeenderen gescheiden. De achterhoofdsknobbel hangt af naar beneden.
De scherpe punt van het predentarium is een opvallend basaal kenmerk, gedeeld met vroege Ornithischia. Bij verwanten vormt het een veel bredere boog. De punt duidt op een afwijkende wijze van verwerking van het voedsel maar niet simpelweg een hogere selectiviteit want de snuit is niet zo spits. Verder is de bouw ervan echter gelijkend, met een centrale schijntand geflankeerd door twee grote schijntanden terwijl kleinere tandjes de bovenranden van de achterste takken bezetten. Het naar achteren doorlopen van de tandrij van de onderkaak is aan afgeleid kenmerk dat verder alleen van Hadrosauridae bekend is. Eveneens is het beenplateau aan afgeleid kenmerk. De omtrek van de tandkassen volgt de tandvorm in plaats van te bestaan uit twee evenwijdige verticale platen. De tandkassen bevatten maar één actieve tand en één vervangingstand.
De bolle antitrochanter is een afgeleid kenmerk dat echter parallel lijkt te zijn geëvolueerd. De smalle processus praepubicus is een basaal kenmerk. Aan het dijbeen vormen de onderste gewrichtsknobbels een tunnel, een afgeleid kenmerk.

## Fylogenie
Proa is volgens een cladistische analyse even aantoonbaar nauw verwant aan Iguanodon als aan de Hadrosauroidea. Proa staat lager in de stamboom dan de zo'n twintig miljoen jaar oudere Hypselospinus en Mantellisaurus, wat duidt op lange verborgen ontwikkelingslijnen. Latere analyses vonden Proa als zustersoort van Batyrosaurus.

## Levenswijze
In 2021 werd het encefalisatiequotiënt, ervan uitgaande dat de hersenholte voor driekwart door de hersenen gevuld werd, berekend op 3,611, veel hoger dan bij moderne koudbloedige reptielen. Het hoge cognitieve vermogen werd verklaard door een rijk sociaal leven in kudden, wat weer een aanpassing zou zijn om predatie door theropoden te ontlopen, tegen welke roofdieren de euornithopoden verder weinig verdediging hadden.